# E. Lockhart
Pour les articles homonymes, voir Jenkins et Lockhart.
Emily Jenkins est née le 13 septembre 1967 à New York. Elle utilise souvent comme nom de plume : E. Lockhart. Elle est écrivaine américaine de livres pour enfants, romans pour adolescents ou encore fictions pour adultes. Elle a grandi à Cambridge (Massachusetts) et à Seattle et a étudié l'anglais au Vassar College. Emily a eu ensuite son doctorat en littérature anglaise. Elle vit actuellement dans la région de New York.
Jenkins écrit sous le nom de Lockhart pour le marché des adolescents, reprenant le nom de sa grand-mère. Son premier roman a été The Boyfriend List publié en 2004.

## Œuvres

### Livres pour enfants
- Invisible Inkling, 2011
- Skunkdog, 2008

### Livres pour adolescents
- Dramarama, 2007
- The Disreputable History of Frankie Landau-Banks (Alabaster & moi), 2008
- We Were Liars (Nous les menteurs), 2014
- Genuine Fraud (Trouble Vérité), 2017
- Again Again (encore encore), 2020
- Family of Liars (Famille de menteurs), 2022

### Livres pour adultes
- Tongue First: Adventures in Physical Culture, 1998
- Mister Posterior and the Genius Child, 2002